# بروک پارک (اوهایو)
بروک پارک(به انگلیسی: Brook Park) شهری در ایالت اوهایو کشور ایالات متحده آمریکا است که جمعیت آن در سرشماری سال ۲۰۱۰ میلادی، ۱۹٬۲۱۲ نفر بوده‌است.